# Dans un océan d'images
Pour plus de détails, voir Fiche technique et Distribution.
Dans un océan d'images (également sous-titré J'ai vu le tumulte du monde) est un film documentaire québécois réalisé par Helen Doyle, sorti en 2013.

## Synopsis
À l'ère de la révolution numérique et de la prolifération d'images que celle-ci entraine, la cinéaste documentariste Helen Doyle interroge la place et surtout, le rôle de la photographie dans notre perception du monde. Pour ce faire, elle parcourt le monde afin de recueillir les témoignages de dix photographes et photojournalistes de renom, tels que Bertrand Carrière à Dieppe, Stanley Greene à Paris, Geert van Kesteren à Amsterdam et Letizia Battaglia à Palerme. Finalement, la question qui reste en suspens est la suivante : ces « rapporteurs d'images » ne se sacrifient-ils pas pour transmettre leur vision du monde ?

## Fiche technique
- Titre original : Dans un océan d'images (sous-titré J'ai vu le tumulte du monde)
- Titre anglais ou international : Frameworks: Images of a Changing World
- Réalisation et scénario : Helen Doyle[6]
- Musique : Nigel Osborne
- Directrice de la photographie : Nathalie Moliavko-Visotzky[7]
- Son : Olivier Léger
- Montage : Dominique Sicotte
- Conception et montage sonore : Benoît Dame, Catherine Van Der Donckt
- Mixage : Philippe Attié
- Production : Nathalie Barton, Ian Quenneville
- Société de production : InformAction Films
- Distribution : Filmoption International
- Pays d'origine :  Canada ( Québec)[2]
- Langue originale : français, anglais
- Format : couleur — stéréo
- Genre : documentaire
- Durée : 90 minutes
- Dates de sortie : 
  - Canada : 20 septembre 2013 au cinéma[8]

## Distinctions

### Récompenses
- Festival des Étoiles de la Société civile des auteurs multimédia (SCAM) 2015 : Étoile de la SCAM[9]
- Gémeaux 2014 : meilleur documentaire, catégorie culture, pour Nathalie Barton, Helen Doyle, Ian Quenneville (InformAction Films)[10]
- Gémeaux 2014 : meilleure direction photographique, catégorie « affaires publiques, documentaire toutes catégories », pour Nathalie Moliavko-Visotzky[10]
- Gémeaux 2014 : meilleur montage, catégorie « affaires publiques, documentaire - émission», pour Dominique Sicotte[10]
- Festival international du film sur l'art 2013 : meilleur film canadien[11]

### Nomination
- Jutra 2014 : meilleur long métrage documentaire[12]